# Андриянов, Александр Яковлевич
Алекса́ндр Я́ковлевич Андрия́нов (1888—1933) — русский советский художник. Один из первых профессиональных художников Карелии.

## Биография
Родился 7 апреля 1888 г. в деревне Басино Толвуйской волости, в семье крестьянина.
В 12 лет отправлен его на обучение ремеслу в Санкт-Петербург, в мастерскую по обучению иконописному мастерству, посещал рисовальные классы Общества поощрения художеств.
В 1907 г. зачислен в Академию художеств вольнослушателем, получал стипендию от Петрозаводской уездной земской управы.
Занимался под руководством Владимира Егоровича Маковского, защитил картину на конкурсную программу «Утро в Венеции» и в 1915 г.
После окончания Академии художеств преподавал живопись в школе Общества поощрения художеств, занимался декоративной и религиозной живописью.
Участвовал в экспедиции языковеда Н. Я. Марра в Закавказье, в 1916 г. служил в качестве художника — специалиста в Семеновском полку в Петрограде.
Вернулся в 1918 г. в Олонецкую губернию, избирался секретарём Толвуйского волостного комитета бедноты, работал учителем рисования в школах волости.
В 1919—1921 г. преподавал в художественной школе г. Петрозаводска, выполнил роспись Дворца труда в г. Петрозаводске.
Скончался в Петрозаводске в 1933 г., похоронен на Неглинском кладбище
В 1988 г. к 100-летию со дня рождения художника в Музее изобразительных искусств Карелии была проведена его первая персональная выставка.

## Работы
- «Водопад Кивач»
- «Девочка в красном платье»
- «Женский портрет»
- «Портрет матери»
- «Портрет отца»
- «Северный пейзаж»
- «В. И. Ленин»